# Tulipa dasystemonoides
Tulipa dasystemonoides är en liljeväxtart som beskrevs av Aleksei Ivanovich Vvedensky. Tulipa dasystemonoides ingår i släktet tulpaner, och familjen liljeväxter. Inga underarter finns listade.